# Klay Thompson
Klay Alexander Thompson (n. 8 februarie 1990, Los Angeles, California, SUA) este un jucător profesionist American de baschet care evoluează la echipa Dallas Mavericks din National Basketball Association (NBA).